# 510 Mabella
510 Mabella este un asteroid din centura principală, descoperit pe 20 mai 1903, de Raymond Dugan.